# Desmoceratidae
Desmoceratidae (лат.) — семейство вымерших головоногих моллюсков аммонитов. Их ископаемые остатки известны из мелового периода (145,0—66,0 млн лет назад). Они найдена на территории Евразии, Африки, Северной и Южной Америк, Антарктиды. Это были нектонные плотоядные животные. Включает крупнейшего из известных науке аммонитов, Parapuzosia seppenradensis. Диаметр его раковины 1,8 м при том, что жилая камера сохранилась лишь частично. Считается, что будь эта раковина целой, её диаметр составлял бы примерно 2,55 м или даже 3,5 м. Прижизненная масса животного оценивается в 1455 кг, из которых на раковину приходилось 705 кг.

## Роды
На январь 2024 в семейство включают следующие роды:
- †Bassites Cobban, 1987
- †Caseyella Cantu Chapa, 1976
- †Burckhardtites Humphrey, 1949
- †Damesites Matsumoto, 1942
- †Desmoceras Zittel, 1884
- †Desmophyllites Spath, 1829
- †Microdesmoceras Matsumoto, 1972
- †Moremanoceras Cobban, 1972
- †Onitshoceras Reyment, 1954
- †Tragodesmoceroides Matsumoto, 1942
- †Hauericeras de Grossouvre, 1894
- †Mossamedites Cooper, 2003
- †Pseudosaynella Spath, 1923
- †Abrytusites Nikolov and Brekoviski, 1969
- †Callizoniceras
- †Feruglioceras Leanza, 1968
- †Grandidiericeras
- †Jimboiceras
- †Kennicottia Imlay, 1959
- †Kitchinites Spath, 1922
- †Lytodiscoides
- †Melchiorites Spath, 1923
- †Mesopuzosia Matsumoto, 1954
- †Oiophyllites Spath, 1953
- †Pachydesmoceras Spath, 1922
- †Parapuzosia Nowak, 1913
- †Pseudohaploceras Hyatt, 1900
- †Pseudosilesites Egoian, 1969
- †Puzosia Bayle, 1878
- †Umsinenoceras Kennedy et al., 1979
- †Valdedorsella Breistroffer, 1947
- †Parasilesites Imlay, 1959
- †Silesitoides
- †Boliteceras Whitehouse, 1928
- †Brewericeras Casey, 1954
- †Cophinoceras Whitehouse, 1928
- †Grantziceras Imlay, 1960
- †Leconteites Casey 1954
- †Pseudorbulites Casey, 1961
- †Roberticeras Latil et al., 2023
- †Uhligella
- †Zuercherella Casey, 1954
- †Wollemanniceras Breistroffer, 1947